# Swayambhunath
 (août 2021).
Si vous disposez d'ouvrages ou d'articles de référence ou si vous connaissez des sites web de qualité traitant du thème abordé ici, merci de compléter l'article en donnant les références utiles à sa vérifiabilité et en les liant à la section « Notes et références ».
Swayambhunath (sanskrit : स्वयंभूनाथ स्तुप ; Transl. IAST : svayambhūnātha stupa, signifiant « Stūpa du maître auto-généré », est une référence au dieu créateur Brahmā de l'hindouisme, ainsi qu'à un feu-follet du lieu), français (rarement) : Temple des singes) avec l'important stūpa de Bodnath à l'est, est un des plus anciens et le plus saint des sites bouddhistes de Katmandou. Il est situé sur une colline à l'ouest de Katmandou surplombant la ville.

## Mythologie
Selon le Swayambhu Purana, la vallée entière était occupée autrefois par un lac immense, dans lequel a grandi un lotus. La vallée fut alors appelée Swayambhu, signifiant « auto-créé ». Le nom vient d’une flamme auto-générée éternelle (svyaṃbhu) sur laquelle a été construit plus tard un stūpa. Étymologiquement, le terme Svayambhū (sanskrit : स्वयम्भू, signifiant auto-généré) est une référence à Brahmā, le terme nātha (sanskrit : नाथ) signifie maître.
Le Bodhisattva Manjusri eut une vision du lotus à Swayambhu et s'y rendit pour le vénérer. Voyant que la vallée pouvait être une bonne base pour rendre le site plus accessible aux pèlerins humains, Manjusri de son épée ouvrit un passage à Chovar. L'eau fut drainée du lac, quittant la vallée dans laquelle Katmandou se trouve maintenant. Le lotus s’est transformé en une colline et la fleur est devenue le stupa de Swayambhunath.

## Histoire

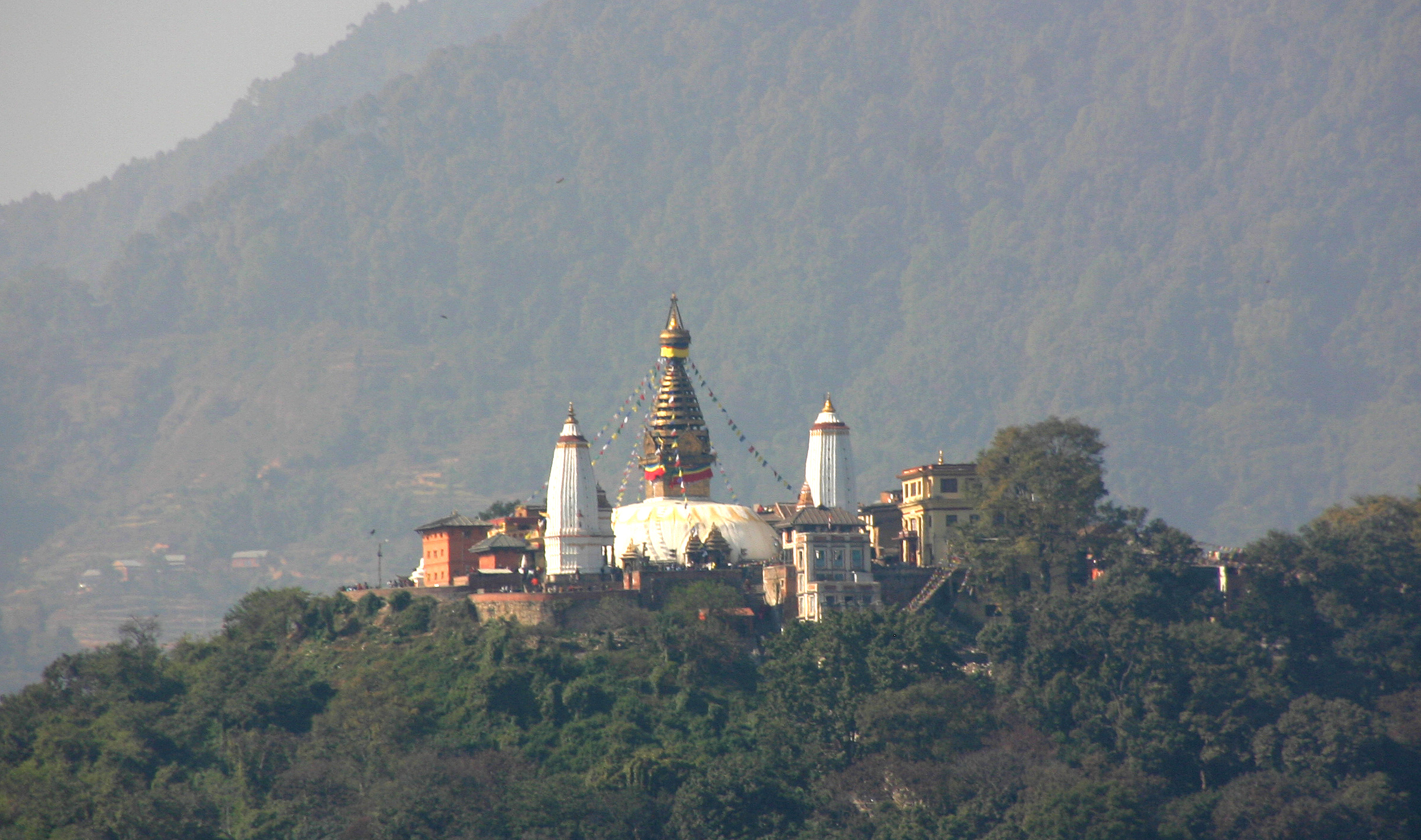
La colline de Swayambunath.

Swayambhunath figure parmi les plus anciens sites religieux du Népal. Selon le « Gopāla Rāja Vaṃśāvalī (en) », Swayambhunath a été fondé par l'arrière-grand-père du Roi Mānadeva (en) (464-505), Vṛsadeva (en), vers le commencement du Ve siècle. Ceci semble être confirmé par une inscription endommagée sur une pierre trouvée sur le site. L'histoire du site lui-même remonte apparemment à longtemps avant l'arrivée de bouddhisme dans la vallée de Katmandou.
Bien que le site soit considéré comme bouddhiste, le lieu est révéré par les bouddhistes et les hindous. De nombreux rois hindous sont connus pour avoir rendu hommage au temple y compris le roi le plus puissant de Kantipur, Pratap Malla (en).
Quand Marpa Lotsawa s'est rendu au XIe siècle depuis le Tibet au Népal et en Inde pour recevoir des enseignements du Bouddha, il séjourna trois ans à Swayambhunath avant d'aller à la rencontre de Nāropa.
Des restaurations du stupa de Swayambunath ont été réalisées en 1750 par Katok Tsewang Norbu, en 1758 par Tsouglag Gawéi Wangpo, le 7e Pawo Rinpoché, ainsi qu'en 1825 et 1983 par les rois de la dynastie Shah.

## Architecture
Le stūpa consiste en un dôme à la base. Au-dessus du dôme, il y a une structure cubique avec les yeux de Bouddha  regardant dans les quatre directions. Il y a un Torana pentagonal présent au-dessus de chacun des quatre côtés avec des statues gravées en eux. Derrière et au-dessus du torana, il y a treize rangées. Au-dessus de toutes les rangées, il y a un petit espace au-dessus duquel le Gajur est présent.

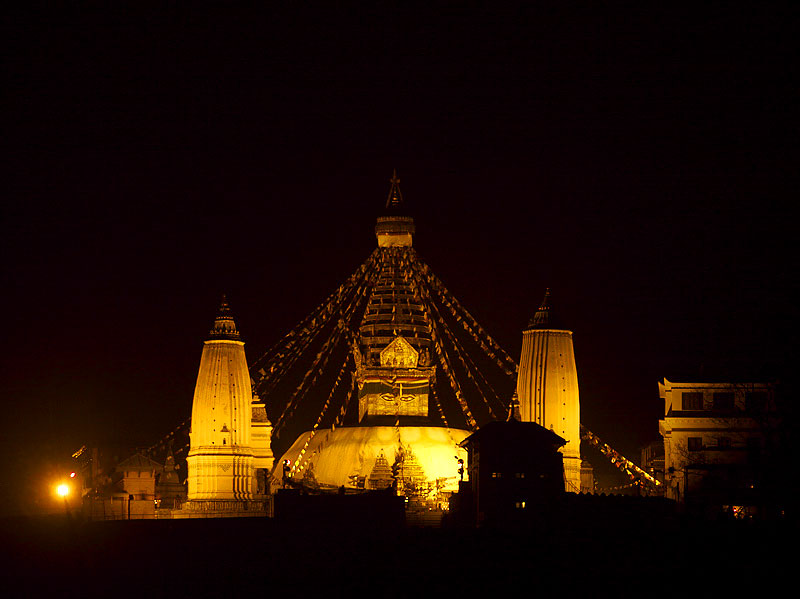
Swayambhunath la nuit.
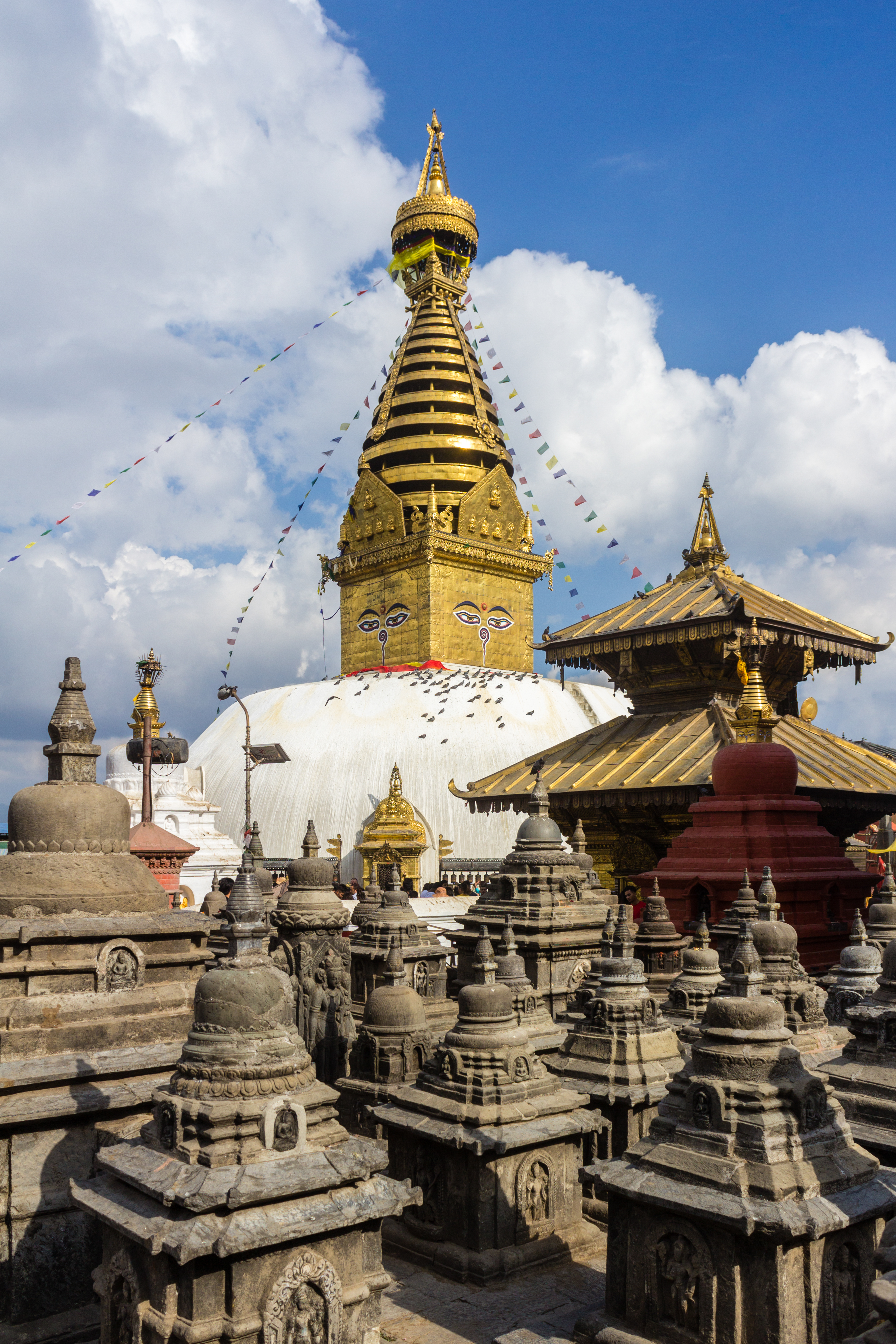
Au-dessus des toits, juin 2017.
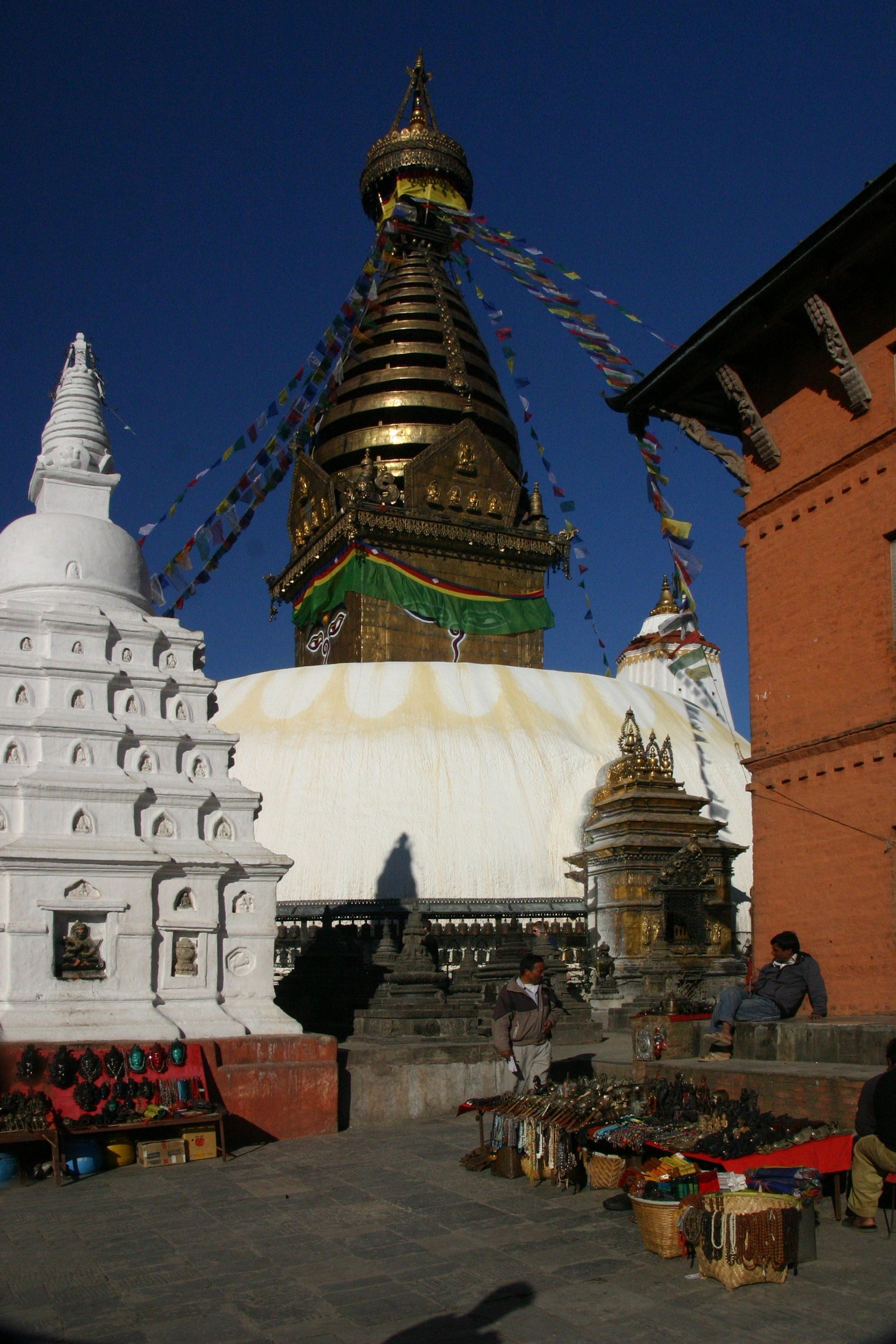
Stupa de Swayambunath.
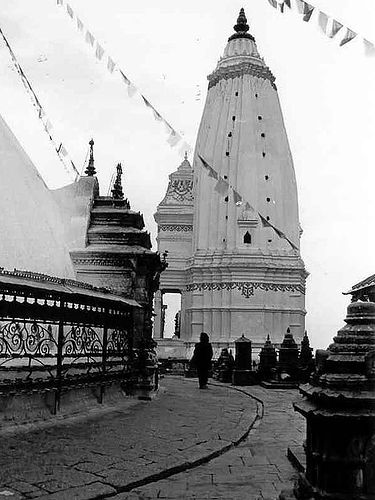
Temple de style Shikhar érigé par le roi Pratap Malla.
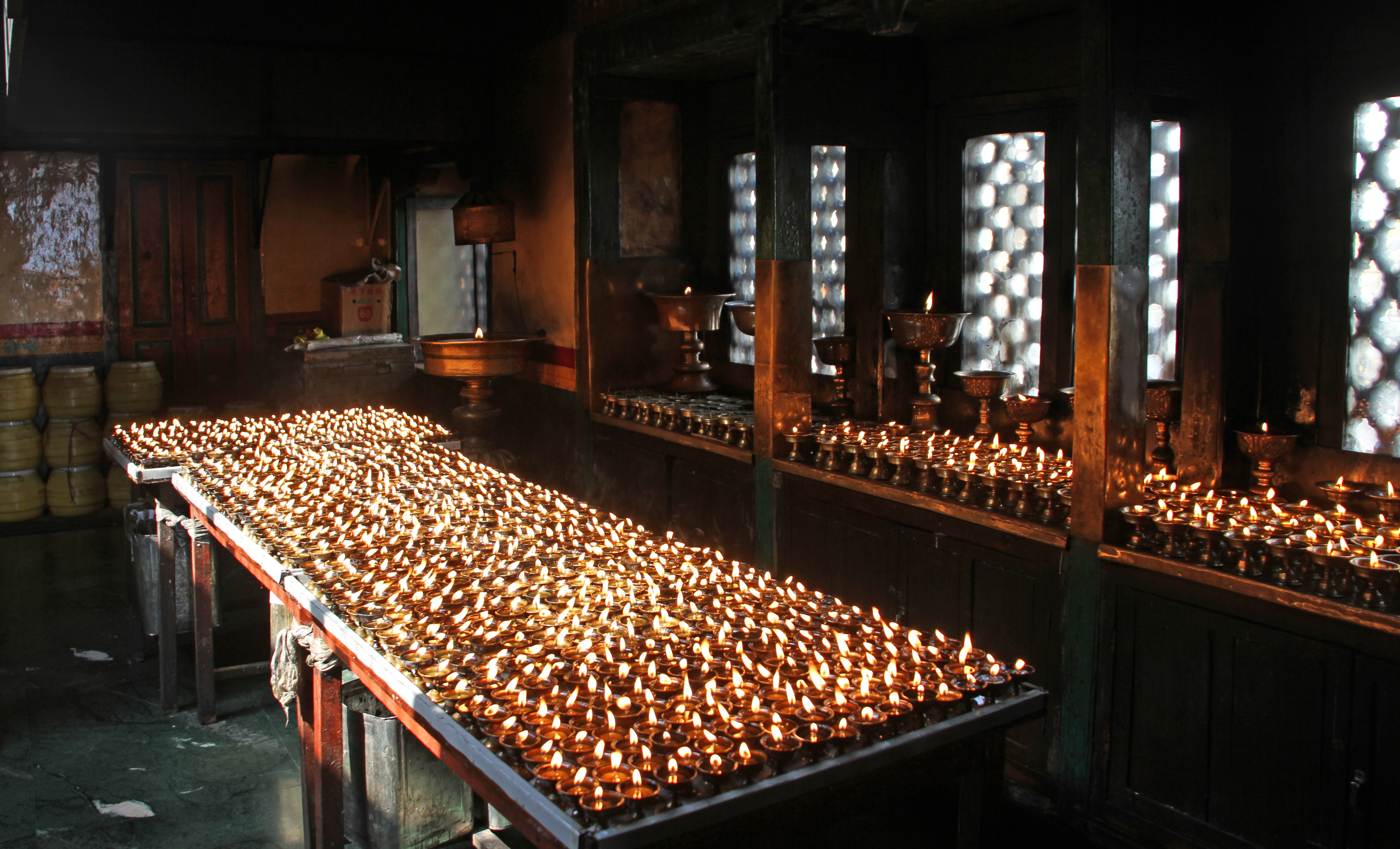
Lampes à beurre.
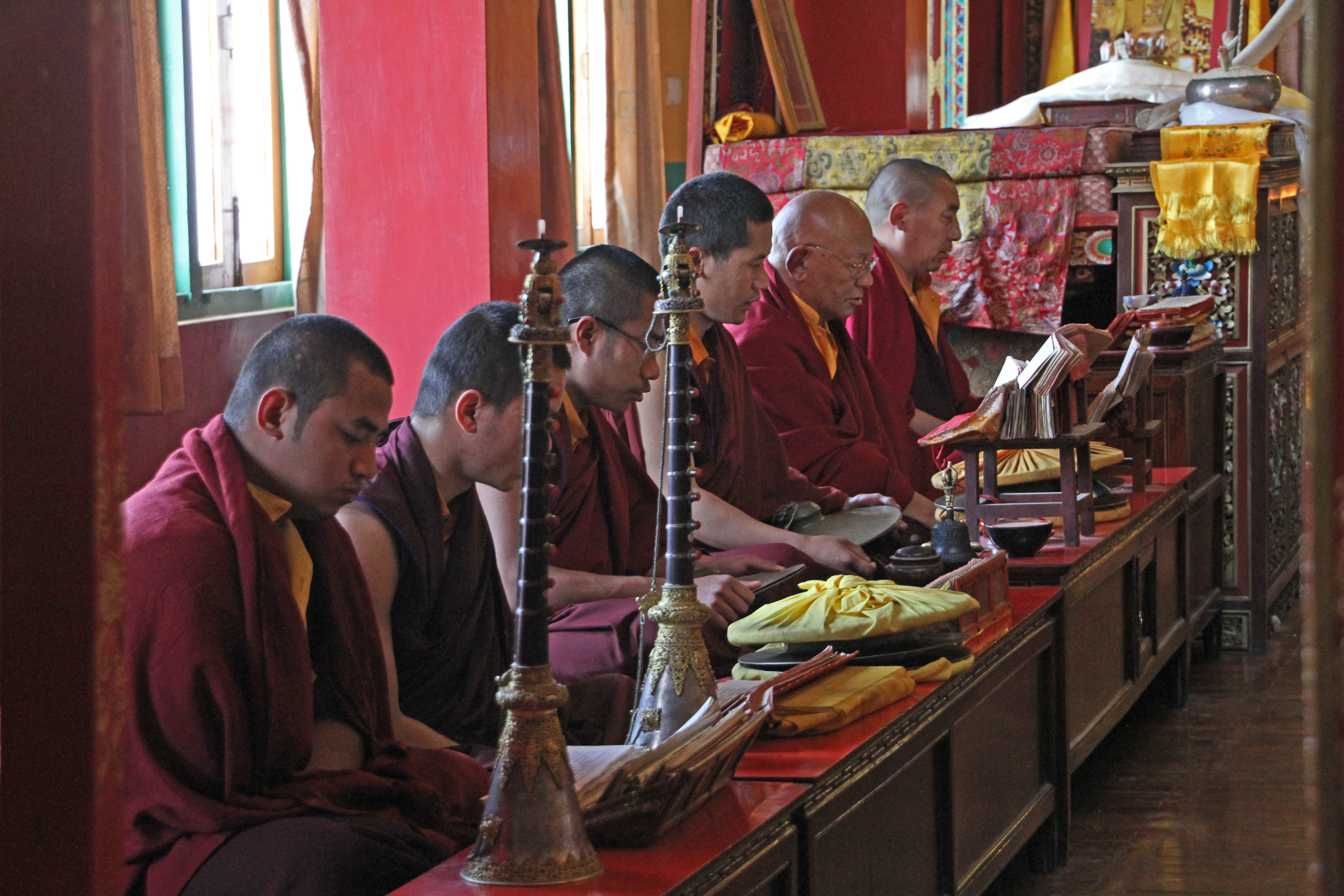
Moines du bouddhisme tibétain 18 mars 2013.
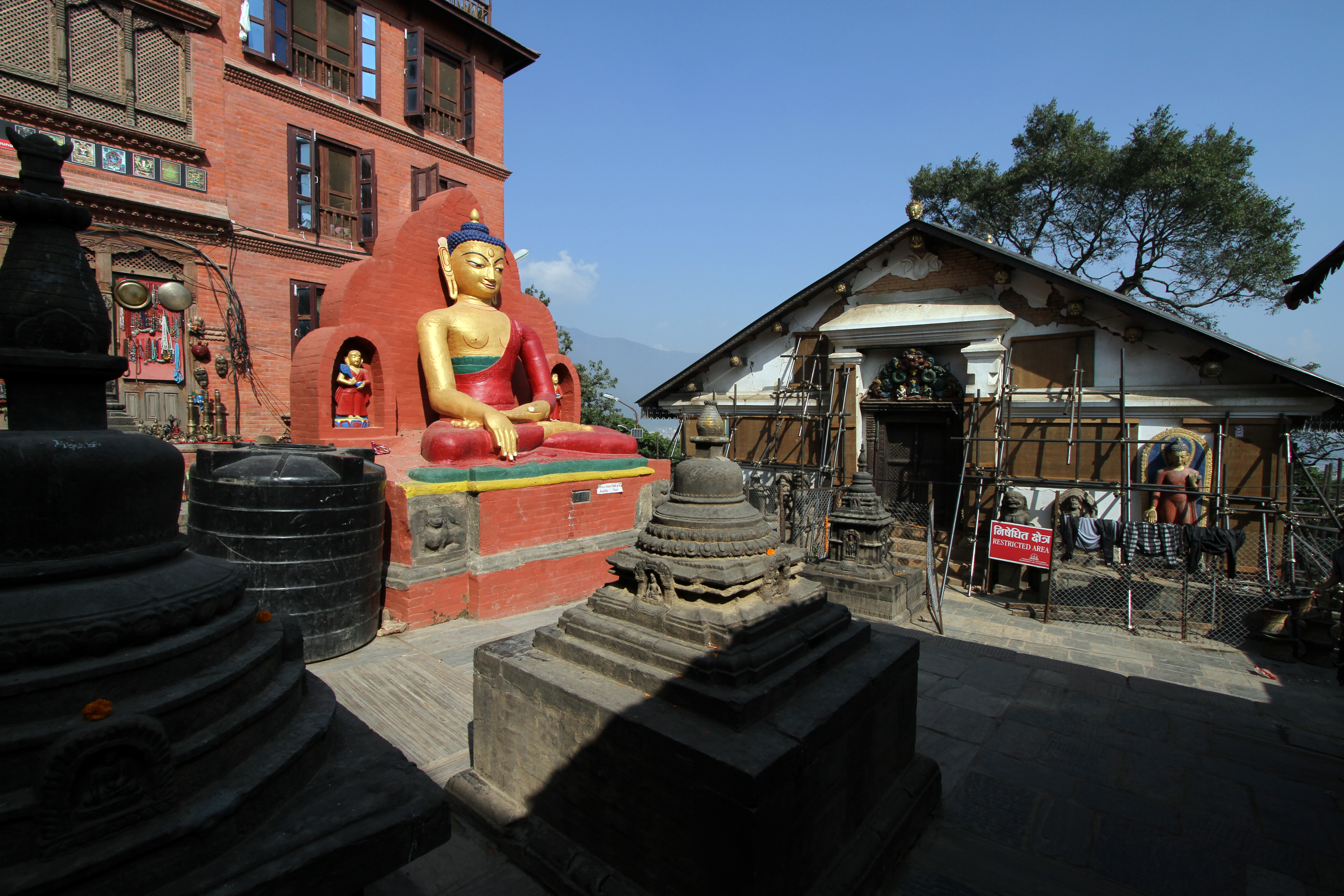
Le bouddha Akshobhya au temple Shantipur à Swayambunath.
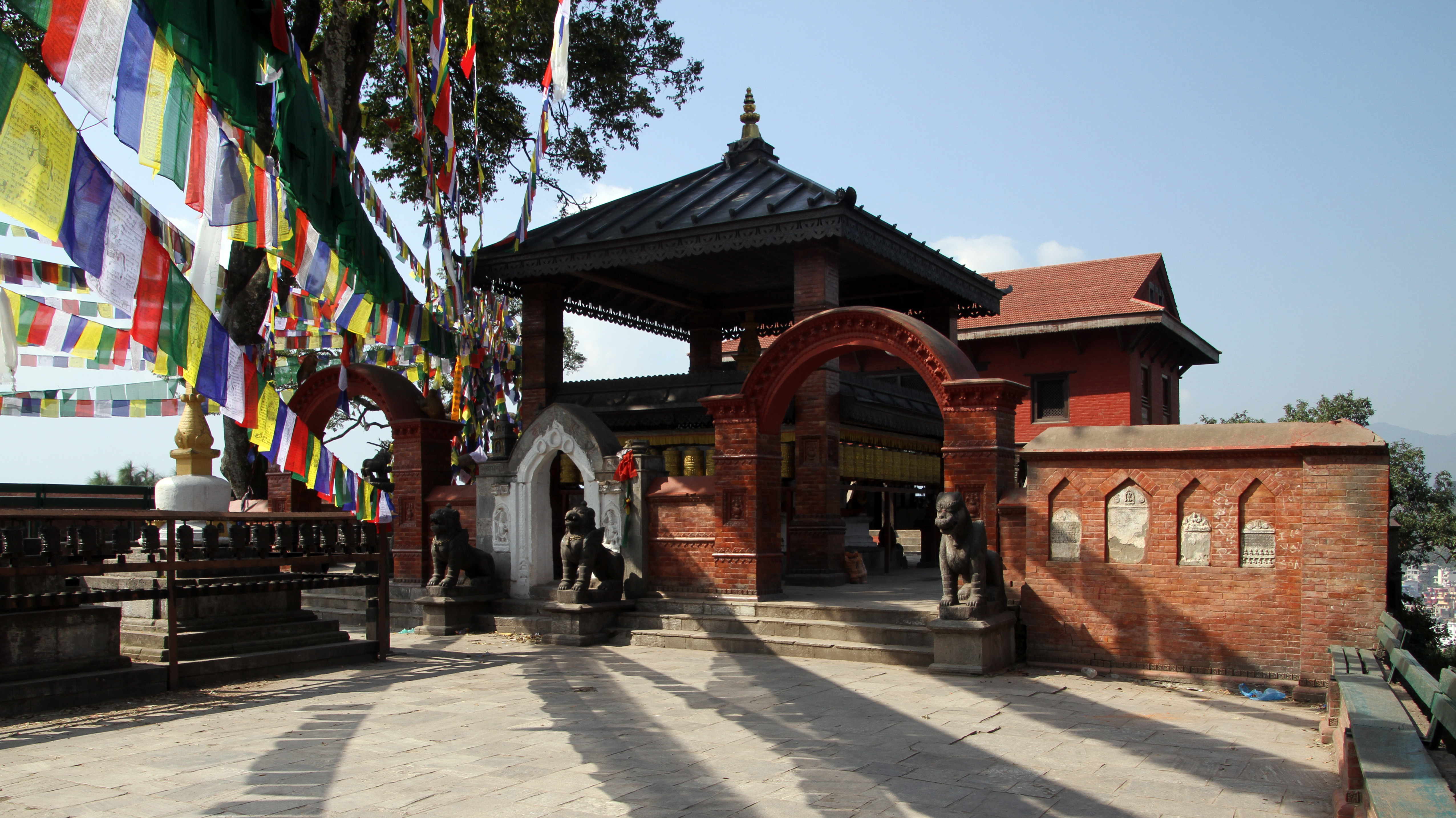
Temple de Manjushri décoré de drapeaux de prières.
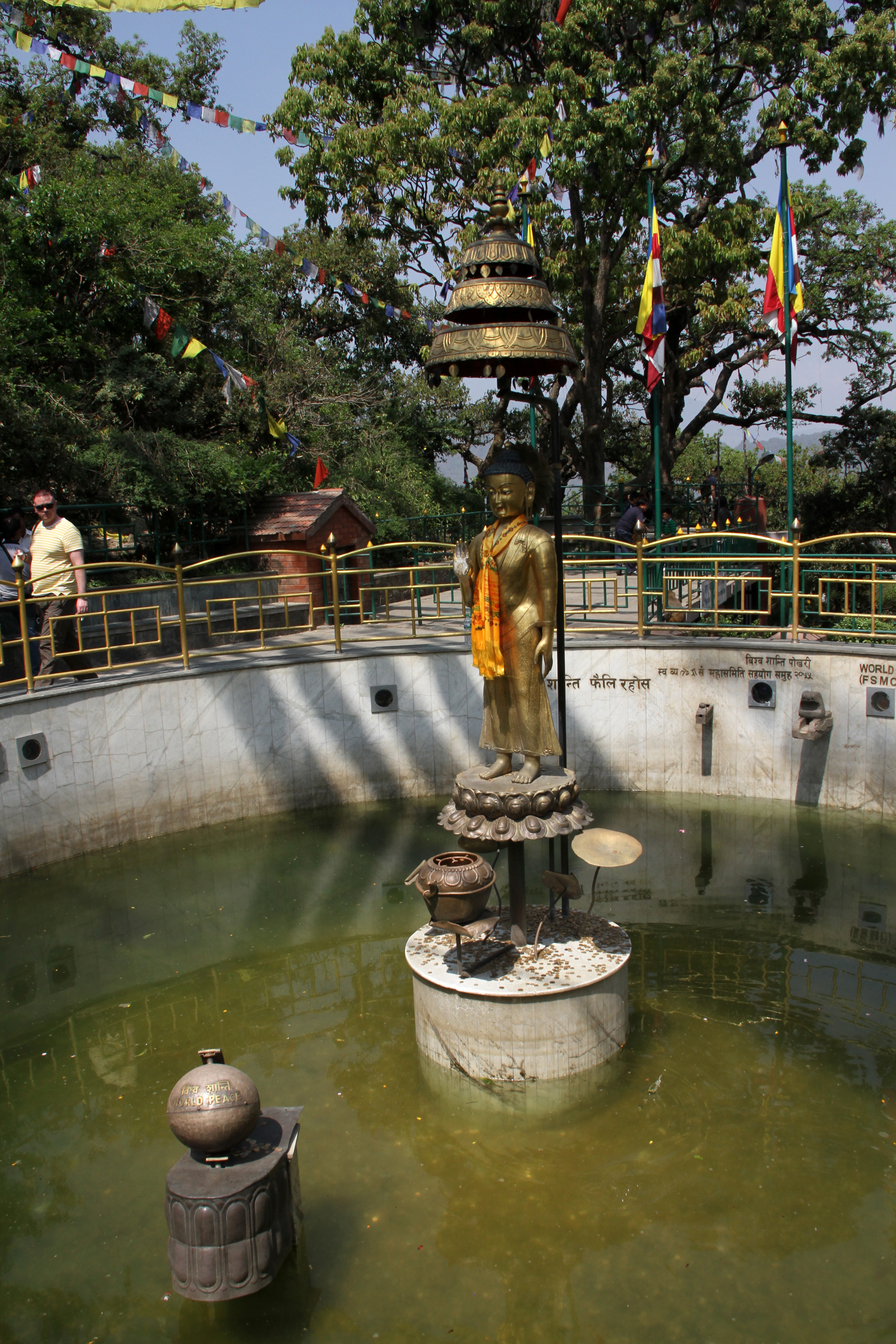
Statue de bouddha dans l'étang de la paix mondiale à Swayambhunath.
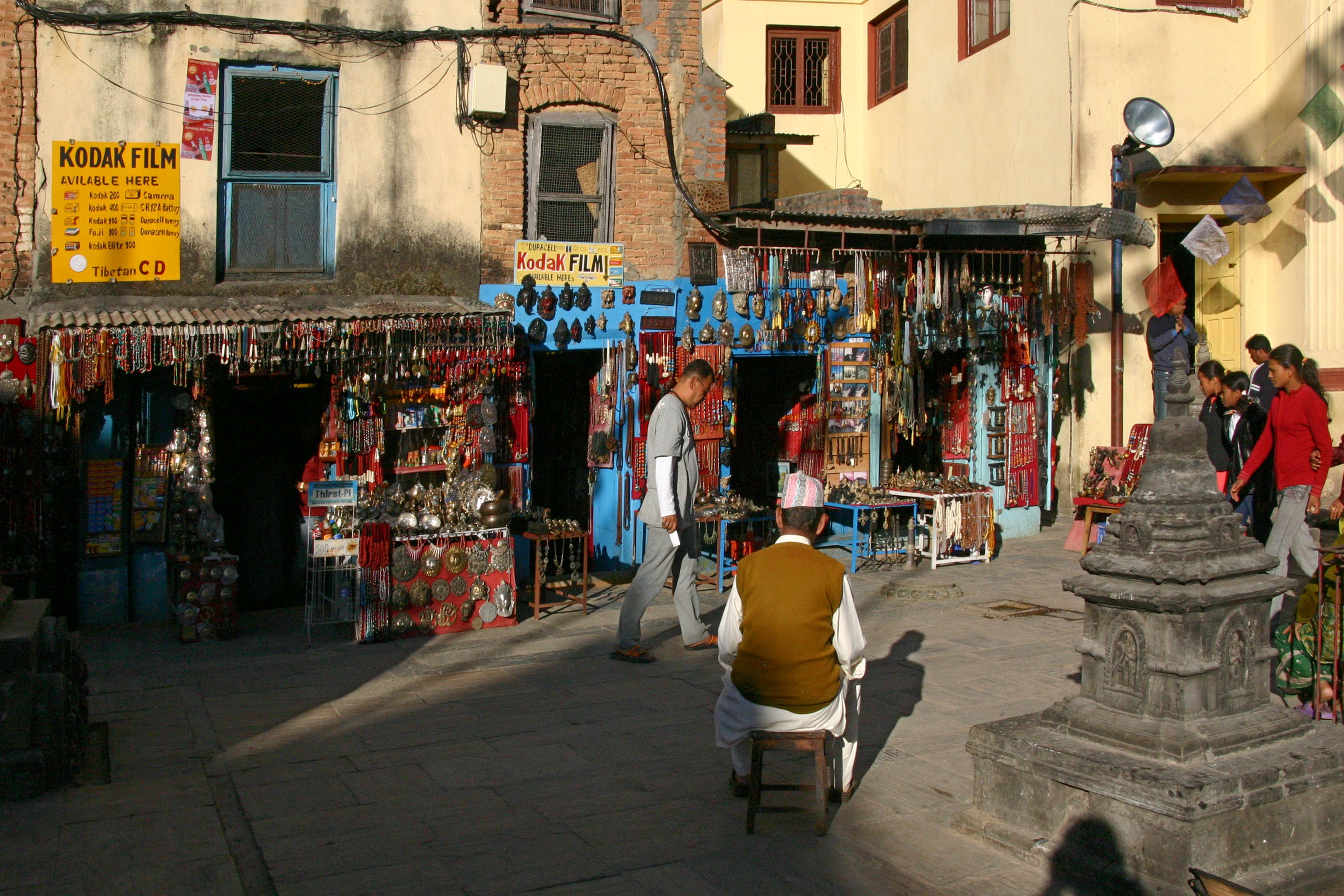
Souvenirs.
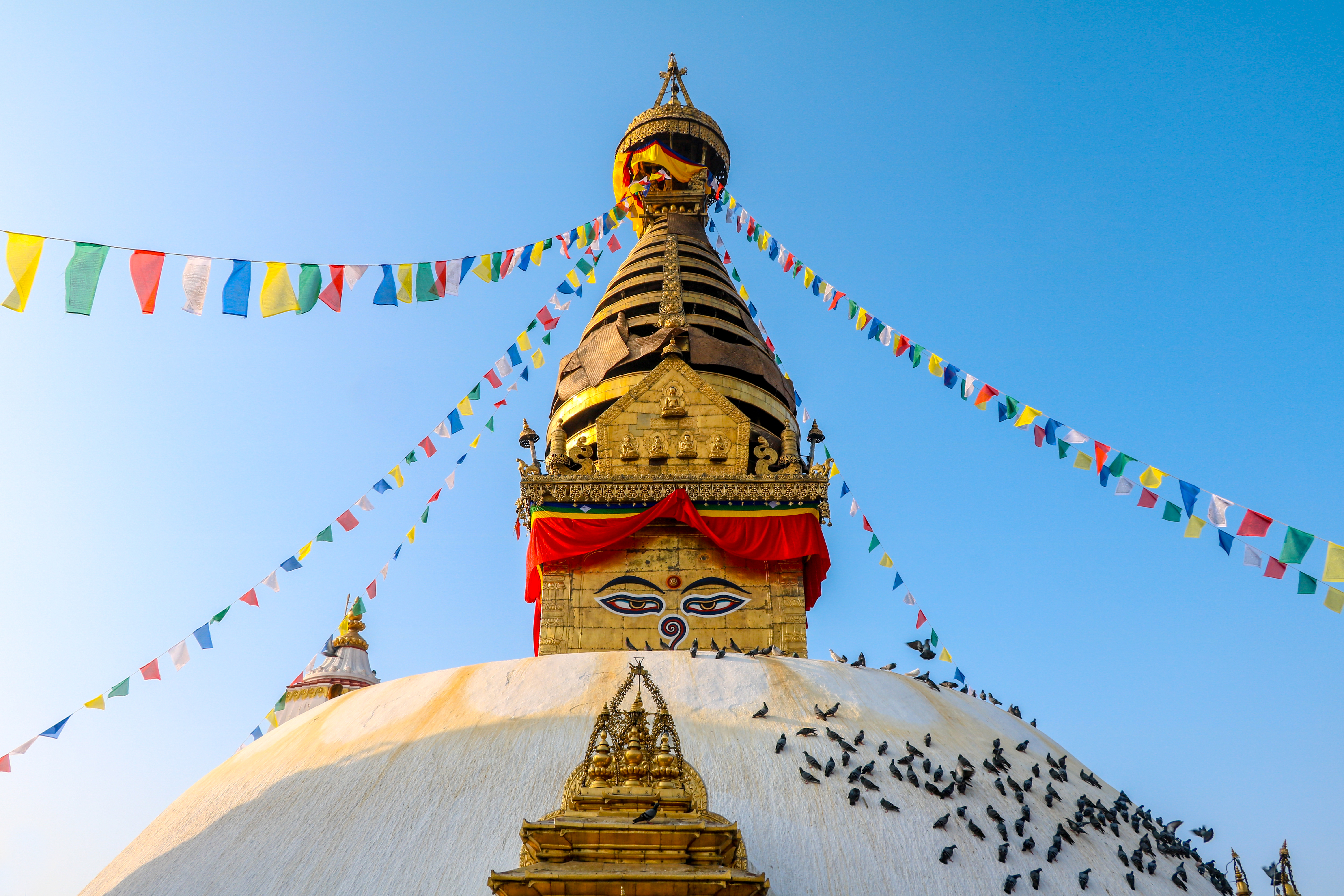
Au-dessus des toits, septembre 2019.

## Symbolisme
Le dôme à la base représente le monde entier. Quand une personne s’éveille (représentée par les yeux de sagesse et de compassion) des liens du monde, la personne atteint un état plus élevé. Les treize pinacles au-dessus de lui symbolisent le fait que les êtres sensibles doivent traverser les treize étapes d'éclaircissement pour atteindre la bouddhéité.
Sur chacun des quatre côtés du stupa principal, il y a une paire de grands yeux qui représentent la Sagesse et la Compassion. Au-dessus de chaque paire de yeux est un autre œil, le troisième œil. On dit que quand le Bouddha prêche, les rayons cosmiques émanent du troisième œil qui sert du message aux êtres célestes, pour que ceux qui sont intéressés puissent descendre sur terre pour écouter le Bouddha. Les êtres des enfers et les êtres au-dessous du royaume humain ne peuvent pas venir sur terre pour écouter l'enseignement du Bouddha, cependant, le rayon cosmique soulage leur souffrance quand le Bouddha prêche.

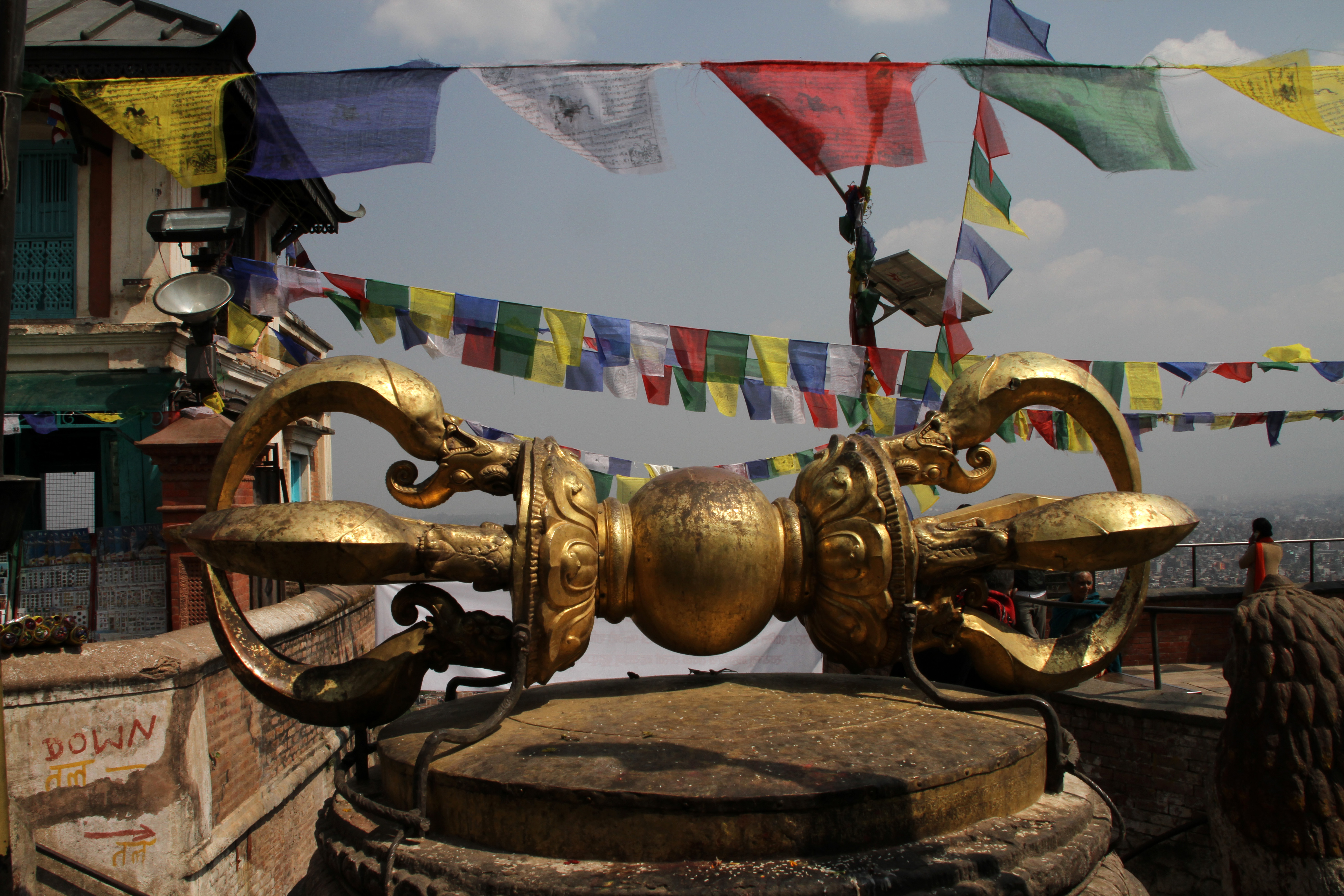
Vajra du roi Pratap Malla.

Il y a des places des Panch Bouddhas (cinq Bouddhas) sur chacun des quatre côtés du stupa. En dehors de ceux-ci, les idoles des Bouddhas sont à la base des stupas. Les Panch Bouddhas sont des Bouddhas dans le sens métaphorique du Tantrayana. Ceux-ci sont Vairocana (occupe le centre et est le maître du temple), Akshobhya (fait face à l'est et représente l'élément cosmique de conscience), Ratnasambhava (fait face au sud et représente l'élément cosmique de sensation), Amitabha (représente l'élément cosmique de Sanjna — le nom — et fait toujours face à l'Ouest) et Amoghasiddhi (représente l'élément cosmique de conformation et fait face au nord).
Chaque matin avant l'aube, les centaines de pèlerins montent les 365 marches du côté est qui mènent en haut de la colline, passant le Vajra doré (tibétain : Dorje) et deux lions gardant l'entrée, et commencent une série de circumambulations dans le sens des aiguilles d'une montre autour du stupa.